# Nico van Gageldonk
Nicolaas "Nico" van Gageldonk (26 de maio de 1913 — 19 de maio de 1995) foi um ciclista holandês. Competiu na prova individual e por equipes de ciclismo de estrada nos Jogos Olímpicos de 1936, disputadas na cidade de Berlim, Alemanha.